# Loís Roquièr
Loís Roquièr (en francès Louis Rouquier, 12 d'octubre de 1863, Puègserguièr, (Llenguadoc)-24 de novembre de 1939, Levallois-Perret) va ser un escriptor occità (en grafia felibrenca) molt important per al país de Besièrs. Va escriure un gran nombre de llibres de contes i poemes, que es van publicar entre 1922 i 1939. Amb tot se'l coneix més per la seva trajectòria política, ja que fou batlle de Levallois-Perret (de 1919 a 1939, SFIO) i conseller general del Sena.

## Biografia

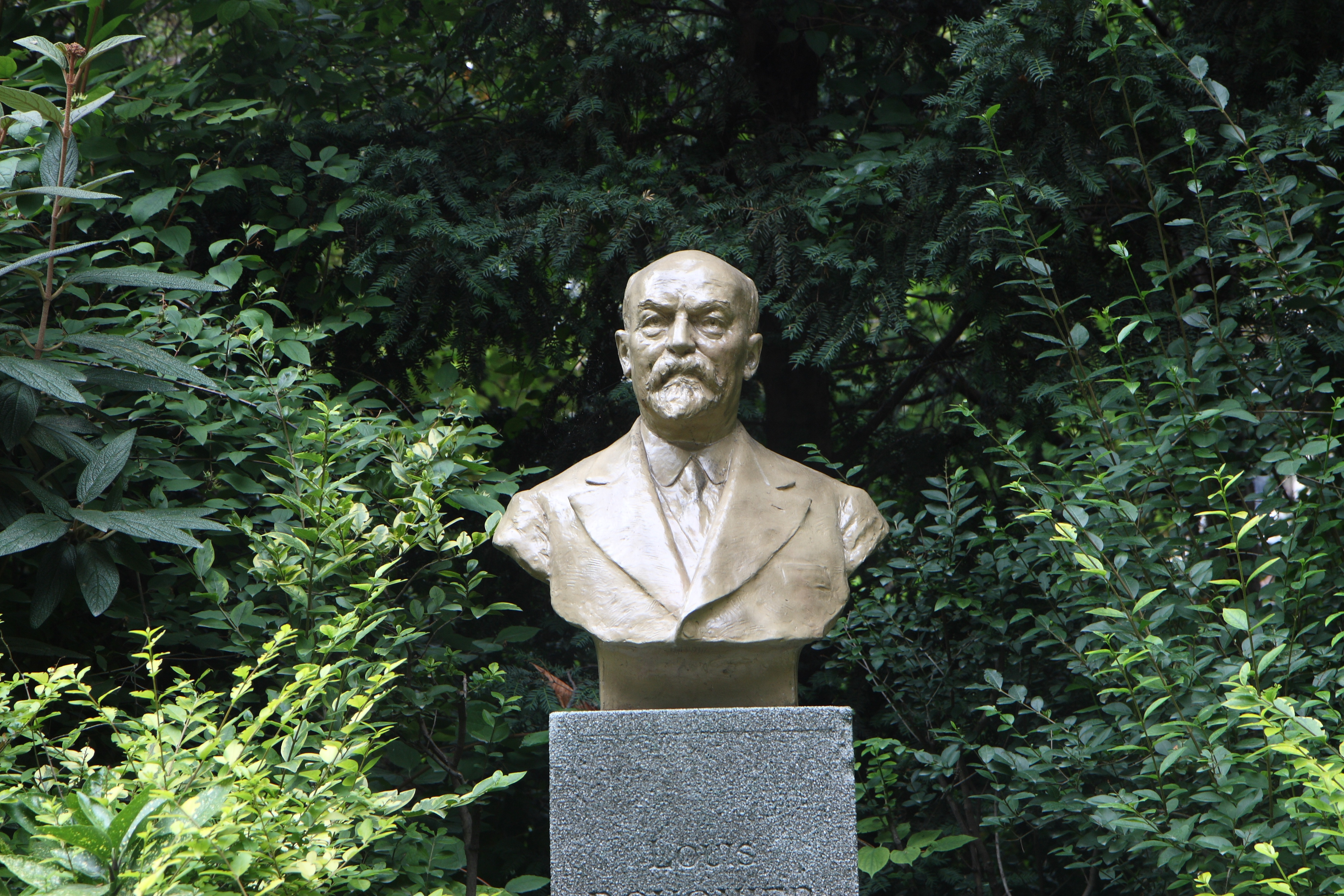
Bust de Loís Roquièr a un parc de Levallois

Loís Roquièr nasqué a Puègserguièr al si d'una família pagesa d'origen roergàs. Hagué de deixar l'escola a l'edat de tretze anys per mor d'ajudar els seus pares a la faena del camp. Tot i així no semblava manifestar molt d'interés per als estudis.
La seva dedicació política, que després aniria creixent cada vegada més, es va manifestar molt concretament arran de la creació del Sindicat dels Llauradors de Puègserguièr. Més endavant va participar a nombrosos congressos, representant-hi els interessos dels viticultors de diverses poblacions del país besierenc com ara Viàs i Bèlfòrt.
Malgrat tot, la crisi de la viticultura que va sacsejar durament el Llenguadoc el va obligar, com a molts compatriotes seus, a exiliar-se a la rodalia de París el 1906.
S'implantà aleshores a Levallois on al principi venia cafè, i després te abans d'aconseguir que el contractessin a l'ajuntament. Va ser secretari local de la SFIO i gràcies al seu dinamisme assolí amb el mateix partit el càrrec de batlle de la ciutat que ocupà de manera contínua de 1919 fins a la seva mort el 1939. També va ser Diputat del departament de Sena de 1928 a 1932. Va fundar el diari Progrès social de Levallois.

## Obra literària
La seva producció literària es divideix en dos grans períodes. Entre 1900 i 1905 escrigué les seues obres de teatre que li donarien certa fama a l'àrea besierenca mentre que d'ençà el 1922 fins a la seua mort es dedicà de manera més prolífica sobretot als contes.